# Elisabet av Danmark
För andra personer med samma namn, se Elisabet av Danmark (1485–1555) eller Elisabet av Danmark (1524–1586).
Elisabet, född 25 augusti 1573 i Kolding, död 19 juli 1625 i Braunschweig, var hertiginna av Braunschweig-Wolfenbüttel. Hon var dotter till kung Fredrik II av Danmark (1534–1588) och Sofia av Mecklenburg (1557–1631). Hon var regent i Braunschweig-Wolfenbüttel 1616–1622.

## Biografi
Elisabet gifte sig i Köpenhamn 1590 med hertig Henrik Julius av Braunschweig-Wolfenbüttel (1564–1613). Hon hade först utsetts av Skottlands ambassadörer som en passande gemål åt den framtida Jacob VI av Skottland, men den danske kungen föreslog i stället hennes syster Anna åt Skottland. Då Elisabets trolovade Henrik Julius först anlände till bröllopet, klädde han ut sig till juvelerare och föreslog att hon skulle betala för hans juveler med sin kropp; han sattes då i fängelse tills han kunde bevisa sin identitet och förklara att det hela varit ett skämt.
Elisabet brevväxlade med sin bror Kristian IV under sitt äktenskap. Hon blev änka 1613; år 1616 avsatte hon sin son Fredrik Ulrik med hjälp av sin bror Kristian och blev regent i Braunschweig-Wolfenbüttel. Hon grundade fattighuset Elisabeth Stift (1617). 

## Barn
Elisabet fick 10 barn, bland andra:
1. Fredrik Ulrik av Braunschweig-Wolfenbüttel (1591–1634).
2. Christian av Braunschweig-Wolfenbüttel (1599–1626), hertig av Braunschweig-Wolfenbüttel.